# 알래스카 철도
알래스카 철도는 남쪽의 슈어드와 휘티어가 있는 알래스카만에서 북쪽의 페어뱅크스까지 연결되어있는 이급철도 (Class II railroad)이다. 화물과 승객 둘 다 운송한다. 1914년 설립된 알래스카 철도는 1985년까지 연방 정부가 운행하던 것을 알래스카 주가 사들였다.

## 역사
- 1903년 : 알래스카 중앙 철도회사 (영어:Alaska Central Railway)가 슈워드에 첫 번째 철도를 건설했다.
- 1907년 ~ 1910년 : 1907년 알래스카 중앙 철도회사가 파산했으며 알래스카 북철도회사 (영어:Alaska Northern Railway Co.)로 재편성했다. 슈워드에서 컨크릭(영어:Kern Creek)까지 철도를 확장했다.
- 1914년 3월 12일 : 미국 국회가 슈워드에서 페어뱅크스까지 건설과 운영을 위한 기금을 조성하는 데 동의했다. 추정된 건설 자금이 3500만 달러였다.
- 1915년 : 6월에 쉽크릭(영어:Ship Creek)을 끼고 앵커리지가 철도 건설 마을로서 탄생되었다.
- 1917년 : 철도 노동자들이 4,500여 명에 달했다.
- 1940년 ~ 1943년 : 2차세계대전이 커다란 수익을 가져왔다.
- 1943년 : 휘티어 행 2개의 터널이 츄각 산맥을 통과하여 건설되었다. 새로운 앵커리지 승객 정류장이 12월에 완성되었다.
- 1944년 : 휘터어가 두 번째 철도 창구로서 개장한다. 디젤 기관차가 증기 기관차를 대체하기 시작한다. 대체과정은 마지막 증기 기관차가 팔린 1966년에 완성되었다.
- 전후 : 국회가 1억 달러 갱생 프로그램을 승인한다.
- 1947년 10월 18일 : 앵커리지와 페어뱅크스사이 품질이 향상된 승객 서비스로 운행을 한다
- 1964년 3월 27일 : 지진으로부터 철도 피해가 3천만 달러로 추산되었다. 앵커리지에서 페어뱅크스까지 화물운송 공급이 4월 6일에 회복되었으며, 승객 운행은 4월 11일, 휘티어에 화물 운송공급이 4월 20일 다시 시작되었다.
- 1985년 1월 5일 : 알래스카 철도가 알래스카 주의 재산이 되었다.
- 1993년 : 알래스카 철도 회사가 비용을 줄이기 위해 200개의 오래된 궤도차를 퇴역시켰다.
- 2003년 : 알래스카 철도 역사에 있어 가장 성공적인 해였다. 1조4500만 달러의 수입을 올렸으며 가장 적은 직원이 다쳤다. 철도 사고가 전국 평균보다 매우 적었던 해이다.

## 노선

### 각 역의 운영 정보
여름철 (올해 5월 중순 ~ 9월 중순 )
겨울철 (올해 9월 중순 ~ 다음해 5월 중순)
| 역\운영     | 여름철                      | 겨울철                                                                 | 비고                       |
| ----------- | --------------------------- | ---------------------------------------------------------------------- | -------------------------- |
| 앵커리지    | 매일 오전 5:00 ~ 오후 4:00  | 월요일 ~ 금요일 (오전 9:00 ~ 오후 4:00) 토요일 (오전 7:00 ~ 오후 2:30) |                            |
| 와실라      | 직원비상주                  | 직원비상주                                                             | 와실라 상공회의소에 임대됨 |
| 타키트나    | 매일 오전 9:30 ~ 오후 6:00  | 직원비상주.건물닫힘                                                    |                            |
| 데날리 파크 | 매일 오전 9:30 ~ 오후 5:30  | 직원비상주.건물닫힘                                                    |                            |
| 페어뱅크스  | 매일 오전 6:30 ~ 오후 3:00  | 월요일 ~ 목요일 (오전 7:00 ~ 오후 3:00) 금요일,토요일,공휴일 닫음      |                            |
| 저드우드    | 직원비상주                  | 이용불가함                                                             |                            |
| 슈워드      | 매일 오전 10:00 ~ 오후 7:00 | 이용불가함                                                             |                            |
| 휘티어      | 시설없음                    | 시설없음                                                               | 하얀 천막 하차             |